# Asterix och Kleopatra (film)
Asterix och Kleopatra, (franska: Astérix et Cléopâtre) är en fransk animerad film från 1968 som hade Sverigepremiär 1970. Filmen är den andra i ordningen om Asterix och är baserad på seriealbumet med samma namn. Samma berättelse finns som spelfilm från 2002, Astérix & Obélix - uppdrag Kleopatra.
Filmen innehåller flera musiknummer. Kleopatra sjunger i badet med sitt lejon, Äta bör man annars dör man sjunger Obelix, Asterix, med flera och Den förgiftade tårtan sjunger Amonbofis tillsammans med Tournevis.

## Handling
Kleopatra är trött på att Caesar förolämpar hennes undersåtar och slår vad med honom att de kan bygga ett praktfullt palats till honom inom tre månader. Hon tillkallar arkitekten Numerobis och ger honom uppdraget att leda arbetet. Om han lyckas blir han täckt med guld, annars blir han krokodilmat. 
Numerobis reser till Gallien och ber Miraculix om hjälp, som följer med honom tillsammans med Asterix, Obelix och Idefix tillbaka till Egypten. Numerobis elake rival, Amonbofis, erbjuder att hjälpa honom med arbetet. Han vill att de delar på guldet om palatset blir färdigt i tid, men vägrar dock att delta i konsekvenserna om det inte blir det. När Numerobis avböjer erbjudandet blir Amonbofis rasande och tänker stoppa byggandet till varje pris. 
Miraculix ger arbetarna var sin klunk trolldryck så de börjar arbeta snabbt. När arbetet går framåt försöker Caesar att stoppa det för att inte förlora vadet mot Kleopatra.

## Utgivning
Filmen har givits ut på VHS, Laserdisc, DVD och Blu-ray i Frankrike. I Sverige däremot har filmen bara givits ut på VHS och DVD.

## Rollista (i urval)
Denna lista visar en filmdubbning som gick på bio och som även finns utgiven på VHS och DVD, och en ljudboksversion från 1989 som gavs ut på kassettband samma år. Denna inspelning är inte filmversionen, utan en nyinspelad version speciellt för ljudboksformat.
| Roll          | Originalröst      | Svensk röst (1971) | Svensk ljudbok (1989) |
| Asterix       | Roger Carel       | Bert-Åke Varg      | Bert-Åke Varg         |
| Obelix        | Jacques Morel     | Håkan Serner       | Ulf Larsson           |
| Miraculix     | Lucien Raimbourg  | Lars Edström       | Lars Hansson          |
| Kleopatra     | Micheline Dax     | Annicka Kronberg   | Monica Nordquist      |
| Julius Caesar | Jean Parédès      | Mathias Henrikson  | Sture Ström           |
| Numerobis     | Pierre Tornade    | Tor Isedal         | Hans Jonsson          |
| Amonbofis     | Bernard Lavalette | Tor Isedal         | Gunnar Ernblad        |
| Tournevis     | Jacques Balutin   | Bert-Åke Varg      | Patrik Varg           |
| Berättare     | Bernard Lavalette | Ulf G. Johnsson    | Bert-Åke Varg         |
| Avsmakare     |                   | Bert-Åke Varg      | Staffan Hallerstam    |
| Piratkapten   | Pierre Trabaud    | Tor Isedal         | Staffan Hallerstam    |

- Övriga röster – Lars Lennartsson
- Svensk översättning, bearbetning och regi – Lasse Swärd[3][8]